# Frederiksberg Hospital
Frederiksberg Hospital er et sygehus på Frederiksberg administrativt underlagt Region Hovedstaden. Det har adresse Nordre Fasanvej 57 og er omkranset af Nyelandsvej, Stockflethsvej, Tesdorpsvej, Godthåbsvej og Nordre Fasanvej.
Oprindeligt lå hospitalet som Frederiksberg Sogns Sygehus (1863) ved Howitzvej (deraf det stadig eksisterende navn Hospitalsvej mellem Howitzvej, da Lampevej, og Smallegade). 1903 blev sygehuset flyttet til markerne ved Fasanvej.
Hospitalets ældste bygninger er dog Københavns Amtssygehus på Nyelandsvej fra 1891-94 efter tegninger af Philip Smidth. Amtssygehuset overgik til hospitalet 1939. Selve Frederiksberg Hospital er fra 1900-03 af Christian L. Thuren, justitsråd Henry Meyer, Gunnar Laage og Emanuel Ohland. Laage fortsatte alene udvidelsen af hospitalet 1907-09 og tegnede portbygningen 1915.
| - Det første Frederiksberg Hospital på Howitzvej - Indgangen til Frederiksberg Hospital efter 1905 (Foto af Peter Elfelt) |

Under 2. verdenskrig beslaglagde besættelsesmagten en del af hospitalet, det såkaldte tyske lazaret på Nyelandsvej, hvor adskillige sårede modstandsfolk døde i tysk varetægt.

## Afdelinger
Parker Instituttet er en reumatologisk forskningsenhed med tilknytning til Reumatologisk Afdeling på Frederiksberg Hospital. Forskningen ved Parker Instituttet fokuserer på de mest almindelige lidelser i bevægeapparatet inden for slidgigt, leddegigt og fibromyalgi (kroniske smerter i sener og knogler).
Instituttet blev oprettet i 1999 med økonomisk støtte fra The Oak Foundation, Helsefonden og Hovedstadens Sygehusfællesskab. Instituttet finansieres af fonde.

## Områdets omdannelse
Da Region Hovedstaden har besluttet, at Frederiksberg Hospital og Bispebjerg Hospital skal fusionere i et nybygget hospital på Bispebjergs matrikel, vil området på Frederiksberg blive anvendt til andre formål.
Det forventes at byggeriet af det nye hospital vil vare i over ti år.